# 翟疃三身寺
翟疃三身寺，位于中华人民共和国山西省大同市广灵县壶泉镇翟疃村，已列为山西省文物保护单位。

## 保护
2016年6月6日，翟疃三身寺由山西省人民政府公布为第五批山西省文物保护单位，编号5-41。